# 崔政奎
崔政奎（韓語：최정규），韓國電視劇導演。

## 作品列表

### 電視劇
- 2012年：MBC《馬醫》
- 2013年：MBC《Two Weeks》
- 2013年：MBC《Drama Festival—李箱以上》
- 2014年：MBC《Triangle》
- 2015年：MBC《華政》
- 2016年：MBC《獄中花》
- 2018年：MBC《赤月青日》
- 2021年：tvN《惡魔法官》
- 2023年：Disney+《單戀原聲帶#2》（共同導演）
- 2026年：Netflix《東宮》

## 外部連結
- NAVER